# Vérveszteség (film)
A Vérveszteség (eredeti cím: Bleeder) 1999-ben bemutatott dán film Nicolas Winding Refn rendezésében. 
A filmet 1999. augusztus 6-ától vetítették Dániában, majd 2016-ban a francia La Rabbia forgalmazócég újra forgalmazni kezdte.

## Szereplők
| Szerep | Színész                |
| ------ | ---------------------- |
| Leo    | Kim Bodnia             |
| Lenny  | Mads Mikkelsen         |
| Louise | Rikke Louise Andersson |
| Louis  | Levino Jensen          |
| Lea    | Liv Corfixen           |
| Kitjo  | Zlatko Burić           |

## Filmzene
| 1.      | CV Jørgensen – Mit Lille Reservat                                 | 4:30 |
| 2.      | S.M. Mongstad– Love                                               | 3:48 |
| 3.      | Torben Lendager, Peter Peter – Babies Ablaze                      | 3:49 |
| 4.      | Bleeder – Final Solution                                          | 3:53 |
| 5.      | Lovebites – In Essence                                            | 4:05 |
| 6.      | 9teen – Nineteen                                                  | 3:36 |
| 7.      | Povl Kristian, Peter Peter – Lea's Theme                          | 2:29 |
| 8.      | Zlatko Buric – Masser Af Porno                                    | 0:55 |
| 9.      | Jesper Binzer– Good Evening Mr. Whack                             | 4:28 |
| 10.     | Kim Preuthun, Peter Peter – Love Theme                            | 2:24 |
| 11.     | Morten Chrone Sørensen, Peter Peter – The Ballad Of Ed Gein Blues | 2:33 |
| 12.     | Den Gale Pose – Dommedag Nu                                       | 4:00 |
| 13.     | Lulu – Stone Cold Dead                                            | 2:59 |
| 14.     | Bleeder – Ringside Of My Soul                                     | 3:20 |
| 15.     | Peter Peter, Peter Kyed, Matthias Bjørnlund – Diner Theme         | 5:16 |
| 16.     | Povl Kristian – Books, Books, Books                               | 1:36 |
| 17.     | Peter Kyed, Peter Peter – Stood Up                                | 1:30 |
| 18.     | Düreforsög, Goodiepal – Attack Of The Honey Bees                  | 3:30 |
| 19.     | Peter Kyed – Sick Science                                         | 2:03 |
| 20.     | Walkers – Forever Together                                        | 3:40 |
| 21.     | Velour De Ville – Love                                            | 2:53 |
| 1:07:17 |                                                                   |      |

## Díjak és jelölések
| Év   | Filmfesztivál                   | Díj                       | Jelölt                 | Eredmény |
| ---- | ------------------------------- | ------------------------- | ---------------------- | -------- |
| 1999 | Gijóni Nemzetközi Filmfesztivál |                           | Nicolas Winding Refn   | Jelölés  |
| 2000 | Bodil-díj                       | Legjobb film              |                        | Jelölés  |
| 2000 | Bodil-díj                       | Legjobb női mellékszerplő | Rikke Louise Andersson | Jelölés  |
| 2000 | Szarajevói Filmfesztivál        | FIPRESCI-díj              | Nicolas Winding Refn   | Elnyerte |